# Fairy Castle
Albums de ClariS
Spring Tracks: Haru no Uta
(2016)
Singles
1. "Border"
Sortie : 7 janvier 2015
2. "Anemone"
Sortie : 29 juillet 2015

Fairy Castle est le quatrième album studio du duo d'idoles de pop japonaise ClariS, sorti le 25 janvier 2017 chez SME Records. L'album contient 12 morceaux de musique, dont sept ont déjà été publiés dans six des singles de ClariS et également dans deux albums. Trois éditions différentes de l'album ont été publiées: une version CD régulière et deux éditions limitées. Fairy Castle est le premier album de Karen depuis ses débuts au sein du groupe. Fairy Castle a atteint la 10e place du classement musical hebdomadaire japonais de l'Oricon.
Six des chansons ont été utilisées comme musique de générique pour différents médias: "Border" était le générique de fin de l'anime Tsukimonogatari; "Anemone" (アネモネ) était le générique de fin de Classroom Crisis; "Again" est utilisée comme thème du jeu vidéo Akiba's Beat; "Prism" a été utilisée pour promouvoir le 40e anniversaire des mascottes de Sanrio, Kiki et Lala;  "Gravity" et "Clever" étaient les génériques de fin pour l'anime de 2016 Qualidea Code,.

## Sortie et réception
Fairy Castle a été publié le 25 janvier 2017 en trois éditions: une version CD standard, et deux éditions limitées,,. L'une des éditions limitéesa été regroupée avec le magazine Animegraph et également contient 3 chansons en plus, "Connect", "Luminous" et "Colorful", qui sont de nouveaux enregistrements vocaux et mixé. L'autre édition limitée a été livrée avec un disque Blu-ray contenant les clips de "Border", "Anemone", "Hirahira Hirara", "Gravity", "Clever" et "again" et avec également les 3 pistes bonus.
Pour la semaine du 2 juin 2014 sur le classement hebdomadaire des albums de l'Oricon, avec 16 207 exemplaires vendus lors de sa première semaine de vente, Fairy Castle a culminé à la 10e place et resté classé pendant 7 semaines.

## Liste des pistes
| 1.                            | Again                                                   |               |                   |                   | 4:16 |
| 2.                            | Border                                                  | Megumi Hinata | Ryōsuke Shigenaga | Ryōsuke Shigenaga | 4:25 |
| 3.                            | Hologram (ホログラム)                                   |               |                   |                   | 4:13 |
| 4.                            | Prism                                                   |               |                   |                   | 4:35 |
| 5.                            | Clever                                                  |               |                   |                   | 4:20 |
| 6.                            | Mizuiro kurage (水色クラゲ)                             |               |                   |                   | 5:17 |
| 7.                            | Kono i wa kyosū (このiは虚数)                           |               |                   |                   | 4:48 |
| 8.                            | Anemone (アネモネ)                                      | Koh           | Koh               | Atsushi Yuasa     | 4:32 |
| 9.                            | Usotsuki (ウソツキ)                                     |               |                   |                   | 4:43 |
| 10.                           | Gravity                                                 |               |                   |                   | 4:13 |
| 11.                           | Recall                                                  |               |                   |                   | 4:23 |
| 12.                           | Hirahira Hirara (ひらひら ひらら)                       | Ion Okumura   | Makoto Sakuma     | Atsushi Yuasa     | 5:13 |
| 13.                           | Connect (コネクト, Konekuto) (ver. 2017) (Piste bonus)  | Shō Watanabe  | Shō Watanabe      | Atsushi Yuasa     | 4:30 |
| 14.                           | Luminous (ルミナス, Ruminasu) (ver. 2017) (Piste bonus) | Shō Watanabe  | Shō Watanabe      | Atsushi Yuasa     | 4:12 |
| 15.                           | Colorful (カラフル, Karafuru) (ver. 2017) (Piste bonus) | Shō Watanabe  | Shō Watanabe      | Atsushi Yuasa     | 4:30 |
| 54:59 '+ 3 Pistes bonus 68:11 |                                                         |               |                   |                   |      |

| 1. | Border (Clip)                            |  |
| 2. | Anemone (アネモネ) (Clip)                |  |
| 3. | Hirahira Hirara (ひらひら ひらら) (Clip) |  |
| 4. | Gravity (Clip)                           |  |
| 5. | Clever (Clip)                            |  |
| 6. | Again (Clip)                             |  |